# EG&G

Logo de EG&G

EG&G, anciennement connu sous le nom de Edgerton, Germeshausen, and Grier, Inc., est une entreprise de défense américaine. Elle a beaucoup servi le gouvernement américain durant la Seconde Guerre mondiale. Son rôle important pour les technologies les plus sensibles du gouvernement l'a conduite à être fréquemment citée dans les théories du complot.

## Histoire
Dans les années 1930, Harold E. Edgerton, professeur d'ingénierie électrique au MIT, développe la première lumière stroboscopique permettant dans le domaine de la photographie de capturer des moments extrêmement instantanés (balle de pistolet, éclat d'une goutte). La décennie suivante, la technologie est réutilisée pour déclencher des armes nucléaires. En 1947, Edgerton et deux assistants (Kenneth J. Germeshausen et Herbert E. Grier) créent la société EG&G spécialisée dans les tests et applications nucléaires.
Depuis le projet Manhattan, EG&G accompagne le gouvernement fédéral américain dans ses grands projets d'envergure et sensibles : tests nucléaires, anti agent innervant, le Superconducting Super Collider, et le Centre spatial Kennedy.
Alors que le gouvernement facilite le développement des activités nucléaires dans le pays dans les années 1950 (Price-Anderson Act de 1957), il commence à transiger sur la sécurité à partir des années 1980, freinant le développement de la société.
Jusqu'en 2023, EG&G gère la ligne aérienne secrète du gouvernement américain, Janet.